# Renault 5 Turbo 3E
Der Renault 5 Turbo 3E ist ein batterieelektrisch angetriebener Kompaktsportwagen von Renault. Er wurde im März 2025 vorgestellt und soll ab 2027 in einer Kleinserie im Alpine-Werk in Dieppe montiert werden, wo er auch entwickelt wurde.
Dem Serienmodell ging 2022 das vollelektrische Konzeptfahrzeug Renault 5 Turbo 3E Concept voraus. Es wurde als Hommage an die legendären Rallye-Modelle Renault 5 Turbo und Turbo 2 entwickelt und verbindet retro-inspiriertes Design mit moderner Elektromobilität. Das Fahrzeug entstand im Rahmen der Feierlichkeiten zum 50-jährigen Jubiläum des Renault 5 und stellt eine futuristische Interpretation eines Hochleistungs-Fahrzeugs im Stil der 1980er-Jahre dar.

## Renault 5 Turbo 3E (ab 2027)
Erste Bilder des Serienfahrzeugs 5 Turbo 3E zeigte Renault im Dezember 2024. Im März 2025 wurde vom Werk dann die Fertigung von 1980 Exemplaren bekannt gegeben, die nur wenig mit dem Konzeptfahrzeug von 2022 gemein haben. Die Auslieferungen sollen ab 2027 erfolgen. Als voraussichtlicher Preis werden 155.000 Euro genannt, bei der Reservierung ist eine Anzahlung von 50.000 Euro zu leisten.

### Design und Konzept
Der 5 Turbo 3E ist praktisch nur doppelt so lang (4,08 Meter) wie breit (2,03 Meter). Das Gewicht wird mit 1450 kg angegeben. Vom 2024 eingeführten Renault 5 E-Tech übernimmt der Kompaktsportwagen karosserieseitig lediglich die Frontscheibe, die Spiegel, die Rückleuchten und die Türgriffe. Verschiedene aerodynamische Maßnahmen wie Spoiler und Lufteinlässe sorgen für einen hohen Anpressdruck. Im Innenraum wird das Cockpit vom Renault 5 E-Tech sowie das Lenkrad von dessen Schwestermodell Alpine A290 übernommen.

### Antrieb und Technik
Die Leistung der zwei Radnabenmotoren an der Hinterachse soll nunmehr je 200 kW (272 PS) betragen. Aus dem Stand auf 100 km/h soll der 5 Turbo 3E in 3,5 Sekunden benötigen, als Höchstgeschwindigkeit werden 270 km/h angegeben. Die Batteriekapazität des Lithium-Ionen-Akkumulators beträgt 70 kWh. Der Wagen nutzt eine 800-Volt-Architektur, die Schnellladen mit einer Leistung von bis zu 350 kW ermöglicht.

### Technische Daten
| Merkmal               | Wert                      |
| --------------------- | ------------------------- |
| Motor                 | 2 Elektromotoren (hinten) |
| Leistung              | 400 kW (544 PS)           |
| Gesamtdrehmoment      | 4800 Nm                   |
| 0–100 km/h            | 3,5 Sekunden              |
| Höchstgeschwindigkeit | 270 km/h                  |
| Batterie              | 70 kWh (Lithium-Ionen)    |
| Gewicht               | 1450 kg                   |
| Antrieb               | Hinterradantrieb          |
| Karosserie            | Kohlefaser                |

## Renault 5 Turbo 3E Concept (2022)

### Präsentation und Bedeutung

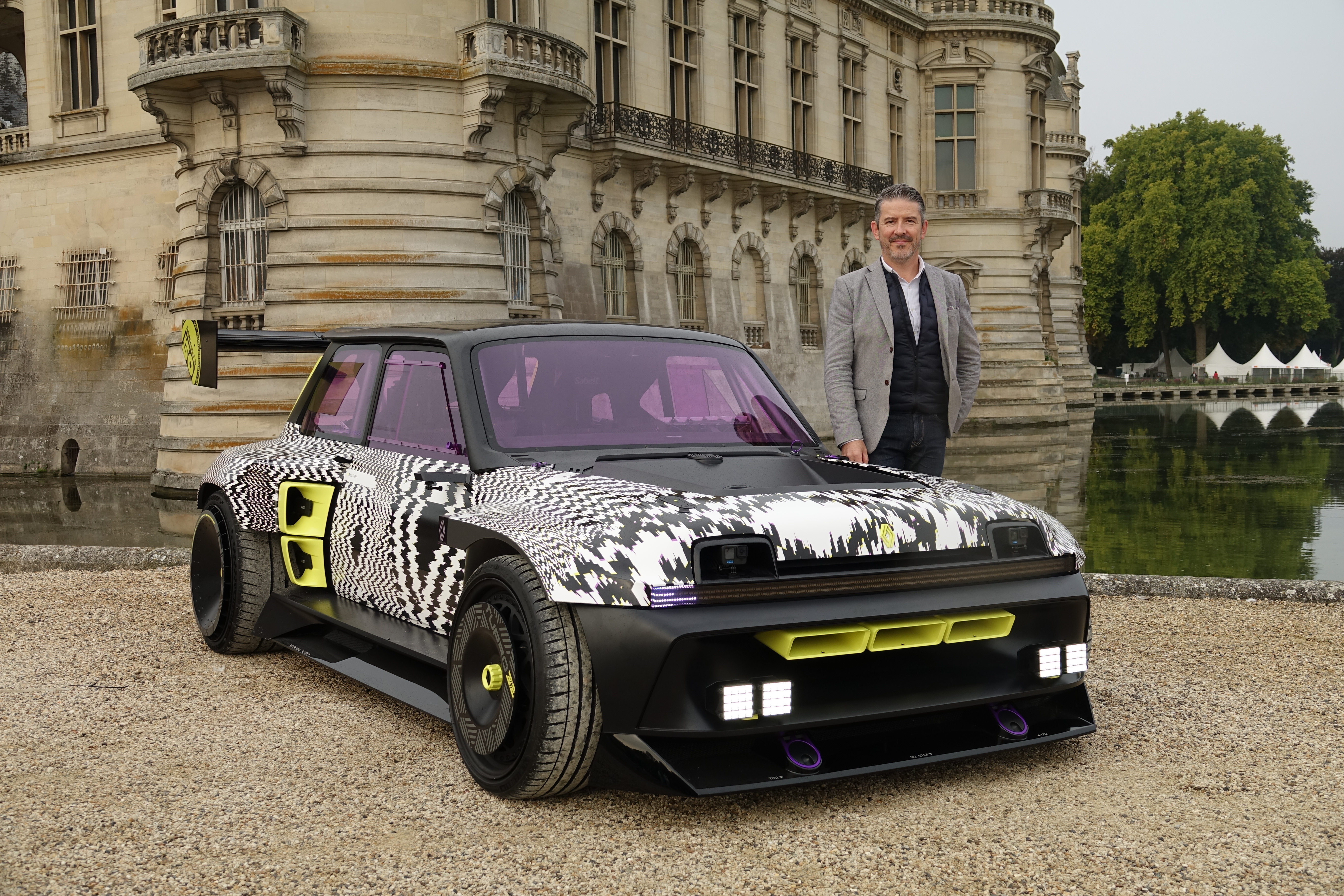
Renault 5 Turbo 3E Concept mit dem Renault-Design-Vizepräsident G. Vidal, Chantilly Arts & Elegance Festival 2022

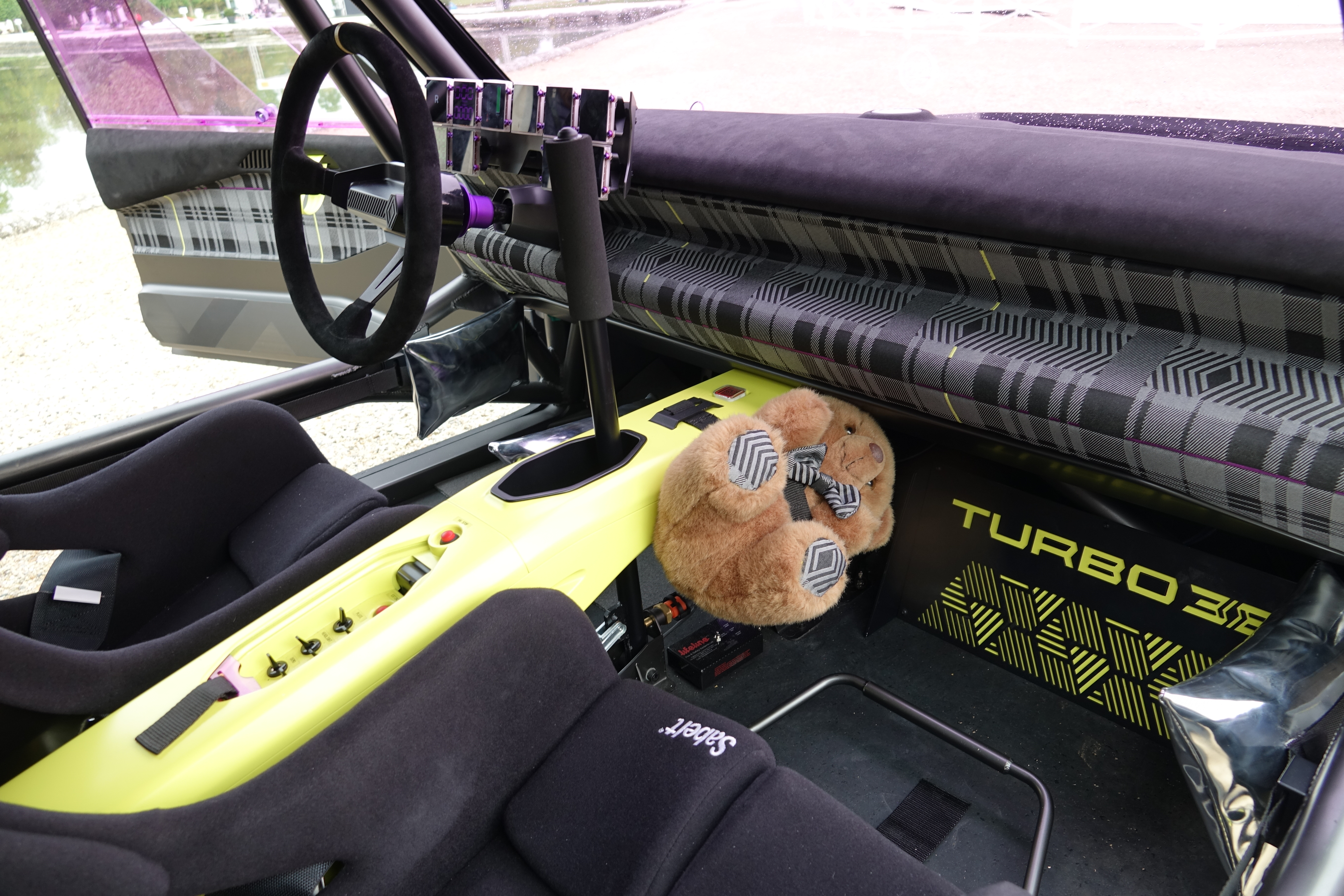
Armaturentafel mit zehn kleinen Monitoren für den Fahrer sowie aufrechtem Handbremshebel

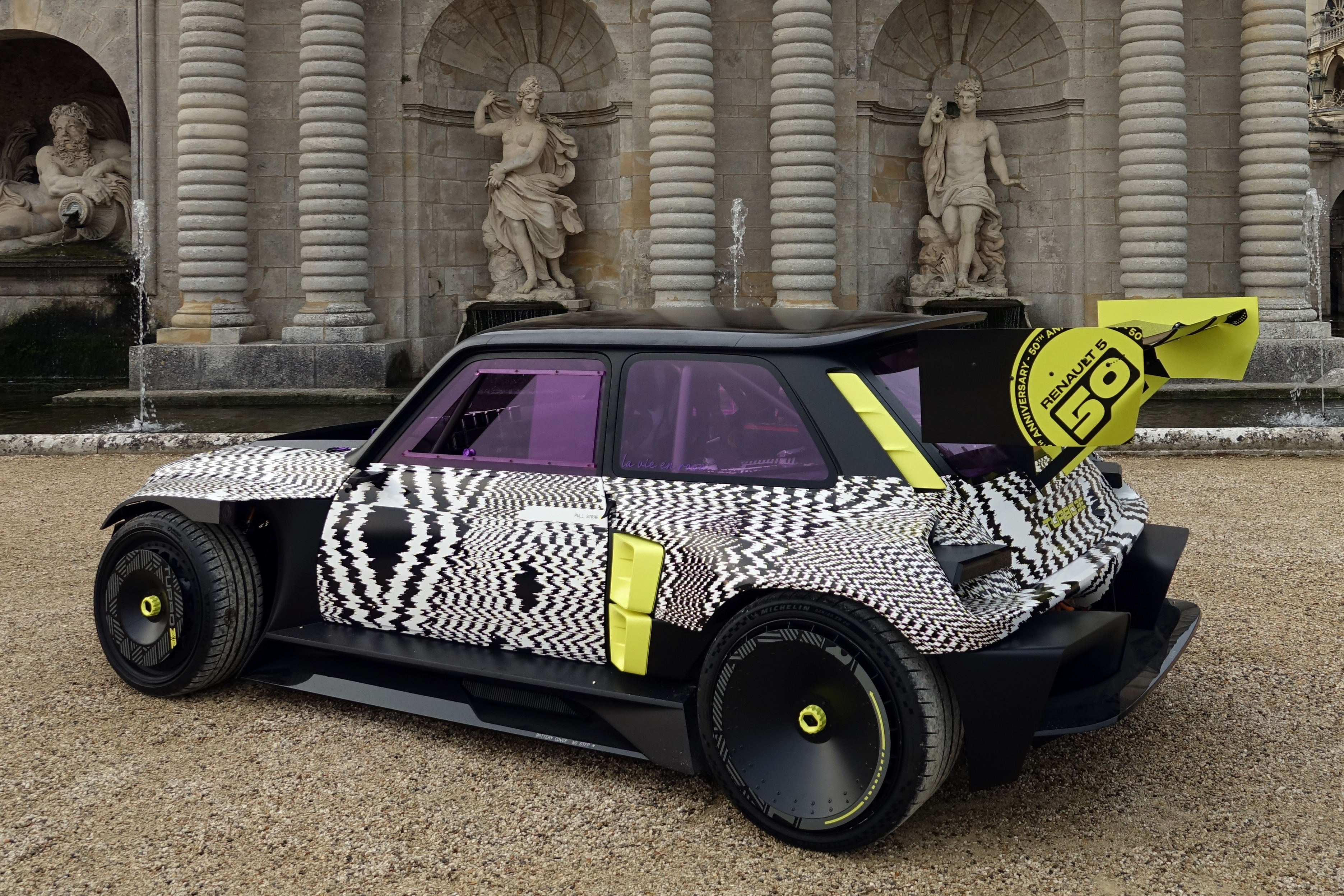
Seitenansicht, Chantilly Arts & Elegance Festival 2022

Der Renault 5 Turbo 3E Concept wurde erstmals auf der Oldtimerveranstaltung Chantilly Arts & Elegance Festival im September 2022 präsentiert und anschließend auf dem Pariser Autosalon der breiten Öffentlichkeit vorgestellt. Es handelt sich um ein Einzelstück (Showcar), das nicht für die Serienproduktion vorgesehen ist.
Das Konzeptfahrzeug dient als Markenbotschafter und zeigt Renaults Strategie, das historische Erbe mit der Elektromobilität der Zukunft zu verbinden. Es war Teil einer breiteren Initiative rund um den geplanten vollelektrischen Renault 5 E-Tech, der 2024 in Serie ging.

### Design und Konzept
Der Renault 5 Turbo 3E Concept greift zahlreiche Designelemente der ursprünglichen Renault-5-Turbo-Modelle auf, etwa die breite Karosserie, die ausgestellten Radhäuser und den großen Heckspoiler. Zugleich ist das Fahrzeug konsequent auf modernes Drifting und Show-Performance ausgelegt. Die Karosserie sitzt auf einem Gitterrohrrahmen und besteht aus Kohlefaser. Optisch orientiert sich der Wagen an der Welt der Videospiele und der digitalen Kunst. Dies spiegelt sich auch im neonfarbenen Interieur wider.
Im Innenraum finden sich zwei Schalensitze, ein Überrollkäfig und zehn digitale Displays. Der Schwerpunkt liegt auf Fahrspaß, Showeffekten und der Kommunikation mit digitalen Plattformen, weshalb das Modell auch als „Drift-Maschine“ für die virtuelle Welt gepriesen wurde.

### Antrieb und Technik
Der Renault 5 Turbo 3E Concept wird von zwei Elektromotoren an der Hinterachse angetrieben, die gemeinsam eine Leistung von 280 kW (380 PS) und ein maximales Drehmoment von 700 Nm liefern. Der Sprint von 0 auf 100 km/h soll etwa 3,5 Sekunden dauern. Die Energie liefert ein 42-kWh-Lithium-Ionen-Akkumulator, der im Unterboden eingebaut ist.
Das Fahrzeug ist mit einem besonders großen Lenkwinkel und einer Gewichtsverteilung von 43:57 (vorn/hinten) ausgestattet, um Drifts zu erleichtern. Mit einer Masse von etwa 980 kg (ohne 520 kg schwere Batterie) wurde das Konzept auf maximale Agilität und Show-Wert hin optimiert.

### Technische Daten
| Merkmal    | Wert                       |
| ---------- | -------------------------- |
| Motor      | 2 Elektromotoren (hinten)  |
| Leistung   | 280 kW (380 PS)            |
| Drehmoment | 700 Nm                     |
| 0–100 km/h | ca. 3,5 Sekunden           |
| Batterie   | 42 kWh (Lithium-Ionen)     |
| Gewicht    | ca. 980 kg (ohne Batterie) |
| Antrieb    | Hinterradantrieb           |
| Karosserie | Kohlefaser                 |